# Gail Johnson
Gail Johnson-Buzonas es una deportista estadounidense que compitió en natación sincronizada. Ganó cuatro medallas de oro en el Campeonato Mundial de Natación, en los años 1973 y 1975.

## Palmarés internacional
| Campeonato Mundial | Campeonato Mundial    | Campeonato Mundial | Campeonato Mundial |
| Año                | Lugar                 | Medalla            | Prueba             |
| ------------------ | --------------------- | ------------------ | ------------------ |
| 1973               | Belgrado (Yugoslavia) | Medalla de oro     | Dúo                |
| 1973               | Belgrado (Yugoslavia) | Medalla de oro     | Equipo             |
| 1975               | Cali (Colombia)       | Medalla de oro     | Solo               |
| 1975               | Cali (Colombia)       | Medalla de oro     | Equipo             |